# Sainte-Louise
Sainte-Louise es un municipio parroquial canadiense situado en la provincia de Quebec.

## Superficie
Sainte-Louise tiene una superficie de 76,59 km².

## Demografía
En 2021, tenía 674 habitantes, una densidad poblacional de 8,8 hab./km², y 328 viviendas.